# Championnats du monde de course en ligne de canoë-kayak de 2010
Navigation
Édition précédente Édition suivante
Les trente-huitièmes championnats du monde de course en ligne de canoë-kayak se sont déroulés à Poznań (Pologne) sur le lac Malta du 19 au 22 août 2010. C'est la troisième fois que Poznań accueille ces championnats, après les éditions de 1990 et 2001.

## Évolution du programme officiel
Le canoë féminin est inscrit au programme officiel avec l'épreuve de canoë monoplace (C-1). Le canoë biplace (C-2) 500 m reste en épreuve de démonstration comme lors des championnats 2009. Les épreuves de fond (5000 m) sont de nouveau au programme officiel après y avoir été absent depuis 1993. Les épreuves de Handikayak, également en démonstration l'an passé, sont désormais inscrites au programme officiel. Il y aura 12 épreuves, et trois catégories : LTA (comme Legs, Trunk, and Arms ou jambes, tronc et bras) , TA (comme Trunk and Arms ou tronc et bras), et A (comme Arms ou bras).

## Résultats

### Hommes

#### Canoë
| Épreuves             | Or                                                                                      | Temps     | Argent                                                                          | Temps     | Bronze                                                               | Temps     |
| C-1 200 m            | Ivan Shtyl (RUS)                                                                        | 39.161    | Thomas Simart (FRA)                                                             | 39.729    | Richard Dalton (CAN) Iurii Cheban (UKR)                              | 39.953    |
| C-1 500 m            | Dzianis Harazha (BLR)                                                                   | 1:47.701  | Li Qiang (CHN)                                                                  | 1:48.317  | Vadim Menkov (UZB)                                                   | 1:48.457  |
| C-1 1000 m           | Vadim Menkov (UZB)                                                                      | 3:51.721  | Attila Vajda (HUN)                                                              | 3:51.921  | Sebastian Brendel (GER)                                              | 3:53.837  |
| C-1 5000 m           | Ronald Verch (GER)                                                                      | 23:24.342 | Jose Luis Bouza (ESP)                                                           | 23:26.398 | Marian Ostrcil (SVK)                                                 | 23:38.070 |
| C-1 4 × 200 m relais | Russie Ivan Shtyl Mikhail Pavlov Nikolay Lipkin Evgeny Ignatov                          | 2:48.143  | Ukraine Oleksandr Maksymchuk Iuri Cheban Staislav Shymansky Viacheslav Tsekhosh | 2:50.675  | Pologne Adam Ginter Roman Rynkiewicz Marusz Kruk Pawel Baraszkiewicz | 2:51.059  |
| C-2 200 m            | Lituanie Raimundas Labuckas Tomas Gadeikis                                              | 36.019    | Russie Evgeny Ignatov Ivan Shtyl                                                | 36.411    | Pologne Pawel Skowronski Pawel Baraszkiewicz                         | 36.551    |
| C-2 500 m            | Roumanie Alexandru Dumitrescu Victor Mihalachi                                          | 1:40.781  | Azerbaïdjan Sergey Bezugliy Maksim Prokopenko                                   | 1:41.277  | Russie Pavel Petrov Alexander Kostogold                              | 1:41.345  |
| C-2 1000 m           | Roumanie Alexandru Dumitrescu Victor Mihalachi                                          | 3:37.317  | Biélorussie Andrei Bahdanovich Aliaksandr Bahdanovich                           | 3:37.325  | Hongrie Marton Toth Robert Mike                                      | 3:38.057  |
| C-4 1000 m           | Biélorussie Dzmitry Rabchanka Dzmitry Vaitsishkin Dzianis Harazha Aliaksandr Vauchetski | 3:18.724  | Roumanie Gabriel Gheoca Nicolae Bogdan Mihail Simon Florin Comanici             | 3:20.548  | Allemagne Chris Wend Tomasz Wylenzek Ronald Verch Erik Rebstock      | 3:20.616  |

#### Kayak
| Épreuves             | Or                                                                 | Temps     | Argent                                                                            | Temps     | Bronze                                                                         | Temps     |
| K-1 200 m            | Edward McKeever (GBR)                                              | 34.807    | Ronald Rauhe (GER)                                                                | 35.155    | Piotr Siemionowski (POL)                                                       | 35.195    |
| K-1 500 m            | Anders Gustafsson (SWE)                                            | 1:38.457  | Peter Gelle (SVK)                                                                 | 1:38.961  | Adam Van Koeverden (CAN)                                                       | 1:39.005  |
| K-1 1000 m           | Max Hoff (GER)                                                     | 3:29.544  | Tim Brabants (GBR)                                                                | 3:30.040  | Aleh Yurenia (BLR)                                                             | 3:30.128  |
| K-1 5000 m           | Ken Wallace (AUS)                                                  | 20:01.338 | Max Hoff (GER)                                                                    | 20:03.574 | Maximilian Benassi (ITA)                                                       | 20:06.670 |
| K-1 4 × 200 m relais | Espagne Saul Craviotto Francisco Llera Pablo Andres Carlos Perez   | 2:27.409  | Royaume-Uni Edward McKeever Jonathon Schofield Liam Heath Edward Cox              | 2:27.897  | Russie Victor Zavolskiy Alexander Dyachenko Evgeny Salakhov Alexander Nikolaev | 2:28.753  |
| K-2 200 m            | France Arnaud Hybois Sébastien Jouve                               | 31.532    | Espagne Saul Craviotto Carlos Perez                                               | 31.540    | Royaume-Uni Liam Heath Jonathon Schofield                                      | 31.584    |
| K-2 500 m            | Biélorussie Raman Piatrushenka Vadzim Makhneu                      | 1:29.230  | Portugal Fernando Pimenta Joao Ribeiro                                            | 1:29.970  | Serbie Dusko Stanojevic Dejan Pajic                                            | 1:30.418  |
| K-2 1000 m           | Allemagne Martin Hollstein Andreas Ihle                            | 3:13.024  | Hongrie Zoltan Kammerer Akos Vereckei                                             | 3:13.204  | Russie Ilya Medvedev Anton Ryakhov                                             | 3:15.736  |
| K-4 1000 m           | France Arnaud Hybois Étienne Hubert Sébastien Jouve Philippe Colin | 2:54.103  | Biélorussie Raman Piatrushenka Aliaksei Abalmasau Artur Litvinchuk Vadzim Makhneu | 2:55.843  | Tchéquie Ondřej Horský Jan Souček Daniel Havel Jan Štěrba                      | 2:56.023  |

### Dames

#### Canoë
| Épreuves  | Or                              | Temps  | Argent           | Temps  | Bronze               | Temps  |
| C-1 200 m | Laurence Vincent-Lapointe (CAN) | 48.188 | Li Tianian (CHN) | 48.992 | Maria Kazakova (RUS) | 51.724 |

#### Kayak
| Épreuves             | Or                                                                           | Temps     | Argent                                                                      | Temps     | Bronze                                                                          | Temps     |
| K-1 200 m            | Natasa Janics (HUN)                                                          | 40.181    | Inna Osypenko-Radomska (UKR)                                                | 40.797    | Shinobu Kitamoto (JPN)                                                          | 40.917    |
| K-1 500 m            | Inna Osypenko-Radomska (UKR)                                                 | 1:50.461  | Natasa Janics (HUN)                                                         | 1:50.625  | Rachel Cawthorn (GBR)                                                           | 1:50.929  |
| K-1 1000 m           | Franziska Weber (GER)                                                        | 3:57.544  | Katalin Kovacs (HUN)                                                        | 4:00.124  | Sofia Paldanius (SWE)                                                           | 4:00.280  |
| K-1 5000 m           | Vivien Follath (HUN)                                                         | 22:44.927 | Maryna Paltaran (BLR)                                                       | 22:53.079 | Anne Rikala (FIN)                                                               | 23:07.683 |
| K-1 4 × 200 m relais | Allemagne Nicole Reinhardt Conny Wassmuth Tina Dietze Katrin Wagner-Augustin | 2:50.315  | Hongrie Natasa Janics Zomilla Hegyi Ninetta Vad Tímea Paksy                 | 2:52.211  | Russie Natalia Lobova Anastasia Sergeeva Natalia Proskurina Anastasia Panchenko | 2:52.959  |
| K-2 200 m            | Hongrie Katalin Kovacs Natasa Janics                                         | 36.886    | Pologne Marta Walczykiewicz Ewelina Wojnarowska                             | 37.766    | Slovaquie Ivana Kmetova Martina Kohlova                                         | 37.778    |
| K-2 500 m            | Hongrie Gabriella Szabó Danuta Kozak                                         | 1:40.064  | Russie Juliana Salakhova Anastasia Sergeeva                                 | 1:41.628  | Autriche Yvonne Schuring Viktoria Schwarz                                       | 1:42.684  |
| K-2 1000 m           | Hongrie Gabriella Szabó Tamara Csipes                                        | 3:34.306  | Allemagne Carolin Leonhardt Silke Hoermann                                  | 3:37.427  | Russie Ilya Medvedev Anton Ryakhov                                              | 3:37.554  |
| K-4 500 m            | Hongrie Natasa Janics Tamara Csipes Katalin Kovacs Dalma Benedek             | 1:31.607  | Allemagne Fanny Fischer Nicole Reinhardt Katrin Wagner-Augustin Tina Dietze | 1:32.795  | Pologne Karolina Naja Aneta Konieczna Sandra Pawelczak Magdanela Krukowska      | 1:33.815  |

### Paracanoë
| Épreuves                   | Or                             | Temps    | Argent                      | Temps    | Bronze                | Temps    |
| K-1 Homme 200 m LTA        | Iulian Serban (ROU)            | 44.176   | Martin Farineaux (FRA)      | 44.448   | Andrea Testa (ITA)    | 45.440   |
| K-1 Homme 200 m TA         | Marcus Swoboda (AUT)           | 44.617   | Paolo Bressi (ITA)          | 53.437   | Henry Manni (FIN)     | 56.281   |
| K-1 Homme 200 m A          | Fernando Fernandes Padua (BRA) | 56.151   | Antonio De Diego (ESP)      | 1:06.215 | Jono Broome (GBR)     | 1:07.179 |
| V-1 Homme 200 m LTA, TA, A | Patrick Viriamu (TAH)          | 54.918   | Gerhard Bowitzky (GER)      | 57.046   | George Thomas (NZL)   | 1:00.918 |
| K-1 Dame 200 m LTA         | Christine Gauthier (CAN)       | 53.190   | Marta Santos Ferreira (BRA) | 1:04.334 | Giovanna Chiriu (ITA) | 1:04.346 |
| K-1 Dame 200 m TA          | Marta Santos Ferreira (BRA)    | 1:02.942 | Christine Selinger (CAN)    | 1:04.534 | Séverine Amiot (FRA)  | 1:06.090 |
| V-1 Dame 200 m LTA, TA, A  | Christine Selinger (CAN)       | 1:12.096 | Tami Hetke (USA)            | 1:12.520 | Lorella Bellato (ITA) | 1:20.444 |

### Épreuve en démonstration

#### Canoë dame
| Épreuves  | Premier                                             | Temps    | Second                                  | Temps    | Troisième                                  | Temps    |
| C-2 500 m | Canada Laurence Vincent-Lapointe Mallorie Nicholson | 2:03.622 | Russie Maria Kazakova Ekaterina Petrova | 2:18.110 | Brésil Luciana Costa Camila Conceicao Lima | 2:19.254 |

## Tableau des médailles
Épreuves officielles uniquement.
| Rang  | Nation              | Or | Argent | Bronze | Total |
| ----- | ------------------- | -- | ------ | ------ | ----- |
| 1     | Hongrie             | 6  | 5      | 1      | 12    |
| 2     | Allemagne           | 5  | 5      | 2      | 12    |
| 3     | Biélorussie         | 3  | 3      | 1      | 7     |
| 4     | Canada              | 3  | 1      | 2      | 6     |
| 5     | Roumanie            | 3  | 1      | 0      | 4     |
| 6     | Russie              | 2  | 2      | 6      | 10    |
| 7     | France              | 2  | 2      | 1      | 5     |
| 8     | Brésil              | 2  | 1      | 0      | 3     |
| 9     | Espagne             | 1  | 3      | 0      | 4     |
| 10    | Royaume-Uni         | 1  | 2      | 3      | 6     |
| 11    | Ukraine             | 1  | 2      | 0      | 3     |
| 12    | Autriche            | 1  | 0      | 1      | 2     |
| -     | Suède               | 1  | 0      | 1      | 2     |
| -     | Ouzbékistan         | 1  | 0      | 1      | 2     |
| 15    | Australie           | 1  | 0      | 0      | 1     |
| -     | Lituanie            | 1  | 0      | 0      | 1     |
| -     | Polynésie française | 1  | 0      | 0      | 1     |
| 18    | Chine               | 0  | 2      | 0      | 2     |
| 19    | Italie              | 0  | 1      | 4      | 5     |
| -     | Pologne             | 0  | 1      | 4      | 5     |
| 21    | Slovaquie           | 0  | 1      | 2      | 3     |
| 22    | Azerbaïdjan         | 0  | 1      | 0      | 1     |
| -     | Portugal            | 0  | 1      | 0      | 1     |
| -     | États-Unis          | 0  | 1      | 0      | 1     |
| 25    | Finlande            | 0  | 0      | 2      | 2     |
| 26    | Tchéquie            | 0  | 0      | 1      | 1     |
| -     | Japon               | 0  | 0      | 1      | 1     |
| -     | Nouvelle-Zélande    | 0  | 0      | 1      | 1     |
| -     | Serbie              | 0  | 0      | 1      | 1     |
| Total | Total               | 35 | 35     | 35     | 105   |

## Sources
- Calendrier prévisionnel 2009-2011 sur le site officiel de l'ICF